# Dubbelt halvslag

Dubbelt halvslag.

Dubbelt halvslag är en enkel, men stark och mångsidig knop som tidigare främst använts för förtöjning av båtar till pollare eller förtöjningsringar. Används också ofta för att fästa ändarna vid surrning. Nackdelen med denna knop är att den kan gå upp ifall belastningen är ojämn eller växlar riktning, det gäller i synnerhet syntetlinor.
Knopen slås genom att göra två halvslag runt föremålet som knopen ska fästas mot, där den löpande änden från det andra halsvlaget smygs in under sig själv. För att fästa knopen drar man i båda ändarna. Knopen kan även slås runt den fasta parten av linan och kallas då för dubbelt halvslag om egen part. En variant av dubbelt halvslag som sitter säkrare, men i gengäld är mycket svårare att lossa, är constrictorn.

## Dubbelt halvslag i populärkulturen
I Vi på Saltkråkan leder den 7-åriga Tjorvens skickliga förtöjning i avsnitt 12 Snickargården i fara av omvägar att påverka stugans öde.